# 1992
| 1992                                                                     |
| ------------------------------------------------------------------------ |
| Dødsfald - Fødsler                                                       |
| • Begivenheder • Film • Litteratur • Musik • Politik • Sport • Videnskab |

| Gregoriansk kalender | 1992 MCMXCII            |
| Ab urbe condita      | 2745                    |
| Armensk kalender     | 1441 ԹՎ ՌՆԽԱ            |
| Kinesiske kalender   | 4688 – 4689 辛未 – 壬申 |
| Etiopisk kalender    | 1984 – 1985             |
| Jødisk kalender      | 5752 – 5753             |
| Hindukalendere       |                         |
| - Vikram Samvat      | 2047 – 2048             |
| - Shaka Samvat       | 1914 – 1915             |
| - Kali Yuga          | 5093 – 5094             |
| Iransk kalender      | 1370 – 1371             |
| Islamisk kalender    | 1413 – 1414             |

Regerende dronning i Danmark: Margrethe 2. 1972-2024
Se også 1992 (tal)

## Begivenheder

### Januar
- 3. januar – FN-mæglere i eks-Jugoslavien etablerer en våbenhvile mellem Kroatiens hær og serberne i Krajina.
- 6. januar – I Georgien udbryder borgerkrig, da rebeller styrter Gamsakhurdias regering.
- 8. januar – Den amerikanske præsident George H.W. Bush bliver syg på et besøg i Japan.
- 15. januar – De øvrige 11 EU-lande, samt Norge, følger Tysklands eksempel og anerkender de jugoslaviske udbryderrepublikker Slovenien og Kroatien.
- 15. januar – Jørn Utzon tildeles, sammen med to andre arkitekter, den fornemme Wolf-pris.
- 22. januar – Dr. Roberta Bondar bliver den første canadiske kvinde i rummet.

### Februar
- 6. februar - Samerne fejrer for første gang nationaldag
- 7. februar – Underskrivelse af Maastrichttraktaten.
- 11. februar – F-16 fly styrter i et beboelsesområde i Hengelo i Holland. Ingen kommer til skade
- 19. februar - Chile giver asyl til DDR's tidligere leder, Erich Honecker
- 25. februar - omkring 613 civile dræbes af armenske væbnede styrker under konflikten om Nagorno-Karabakh i Aserbajdsjan

### Marts
- 1. marts - et klart flertal af indbyggerne i den jugoslaviske delrepublik Bosnien-Hercegovina stemmer for at træde ud af den jugoslaviske statsføderation. Bosniens serbiske minoritet boykotter valget og truer med total borgerkrig
- 2. marts - Usbekistan og Moldavien optages i FN
- 5. marts - Østersørådet bestående af 10 lande omkring Østersøen stiftes i København
- 10. marts - to overlæger ved Aalborg Sygehus indstilles til afsked efter beskyldning om at have brugt hoftepatienter som forsøgskaniner
- 12. marts - De første danske soldater i FN's fredsbevarende styrke rejser til Serbien
- 13. marts - mere end 1.000 mennesker omkommer efter et jordskælv i det østlige Tyrkiet - 6.8 på Richter skalaen
- 14. marts – flere socialdemokratiske partiforeninger forlanger Svend Auken fjernet som partiformand
- 16. marts - en ung mand dræbes ved et brevbombeattentat mod Internationale Socialisters kontor i København
- 17. marts - Socialdemokratiets næstformand Poul Nyrup Rasmussen meddeler, at han stiller op som kandidat mod partiformand Svend Auken
- 24. marts - Klaus Riskær Pedersen og hans personligt ejede selskab, Krepos Holding, erklæres konkurs
- 31. marts - for første gang nogensinde vinder Danmark en medalje ved olympiske vinterlege, da den svagtseende Lars Nielsen fra Tappernøje vinder sølv i storslalom i klasse B2 ved vinter-OL 1992 i Albertville, Frankrig
- 31. marts - Det sidste aktive slagskib i US Navy, USS Missouri tages ud af tjeneste
- 31. marts - EF-domstolen i Luxembourg kender det opkrævede danske arbejdsmarkedsbidrag (ambi'en) for ulovligt

### April
- 2. april - Den amerikanske mafiaboss John Gotti bliver ved en retssag i New York kendt skyldig i bl.a. drab og afpresning og dømmes senere til livsvarigt fængsel.
- 3. april - TV 2's bestyrelse afviser at forlænge Jørgen Schleimanns kontrakt.
- 5. april - De første danske FN-soldater sendes til det borgerkrigshærgede Kroatien i det tidligere Jugoslavien. 860 soldater blev sendt med tog til grænsen mellem Kroatien og Bosnien-Hercegovina.
- 5. april - Parlamentet i Bosnien-Hercegovina vedtager en uafhængighedserklæring fra den Socialistiske Føderale Republik Jugoslavien.
- 6. april - Krigen i Bosnien-Hercegovina bryder ud
- 9. april - trods et tab på 40 mandater bevarer den konservative premierminister John Major magten ved parlamentsvalget i Storbritannien
- 9. april - Verdens hidtil (1997) største påskeæg på 4.760 kg laves på Cadbury Red Tulip chokoladefabrikken i Victoria, Australien. På den lange led målte påskeægget 7,1 meter
- 10. april - Maraghar-massakren
- 11. april - ved en ekstraordinær kongres i socialdemokratiet bliver partiformand Svend Auken væltet og næstformanden Poul Nyrup Rasmussen valgt til ny formand. Stemmetallene lød på 359 mod 187. Det er første gang, en partiformand i Socialdemokratiet blev væltet
- 13. april - Pedal-Ove frikendes for hustrumord efter afsoning af 7½ års fængsel
- 16. april - FN fastlægger den endelige grænse mellem Irak og Kuwait. Irak afviser den
- 25. april - efter 14 års blodig borgerkrig i Afghanistan indtager Mujahedin-guerillaen landets hovedstad Kabul. Der var dog stadig blodige kampe mellem de rivaliserende grupper
- 29. april - voldsomme optøjer i Los Angels efter domsafsigelsen i Rodney King sagen
- 29. april - Den Europæiske Menneskerettighedskonvention gøres til en del af dansk lov

### Maj
- 21. maj - MD Food og Kløver Mælk indgår en samarbejdsaftale, der stopper priskrigen på mælk
- 23. maj - den italienske mafia-jæger Giovanni Falcone bliver dræbt sammen med sin hustru og tre livvagter, da 1000 kg sprængstof anbragt under hans bil bringes til eksplosion
- 26. maj - efter opløsning af Sovjetunionen beslutter Rusland og Ukraine at dele sortehavsflåden

### Juni
- 2. juni – Folkeafstemning i Danmark om Maastricht-traktaten, som endte i et afslag. Afgørelsen var tæt, idet 50,7% stemte nej, mens 49,3% stemte ja
- 9. juni - på FN’s miljøtopmøde i Rio de Janeiro i Brasilien underskriver de 178 deltagende lande en klimakonvention, der fastfryser udslippet af drivhusgasser på 1990-niveau senest i år 2000
- 10. juni -Dronning Margrethe 2. og Prins Henrik fejrer sølvbryllup
- 20. juni - Unibanks ledelse afviser rygter om betalingsstandsning. Dagen efter kommer en garanti fra Nationalbanken
- 26. juni – Danmark bliver vinder af europamesterskabet i fodbold 1992 ved at besejre Tyskland 2-0 i finalen på Nya Ullevi i Göteborg
- 28. juni - Eesti Vabariigi Põhiseadus, den estiske grundlov, vedtages, hvorved Estland genskabte rigets status som denne havde været inden 1940

### Juli
- 5. juli - Irak forhindrer FN's våbeninspektører i at undersøge landbrugsministeriet i Bagdad, hvilket medfører advarsler fra FN og trussel om militær indgriben fra USA
- 10. juli - i USA idømmes Panamas tidligere diktator Manuel Noriega 40 års fængsel for narkosmugling
- 16. juli - Arkansas-guvernøren Bill Clinton udpeges til præsidentkandidat for demokraterne i USA ved partiets konvent i New York City
- 19. juli - den italienske mafia-anklager Paolo Borsellino og fem af hans livvagter bliver dræbt ved et bombeattentat i Palermo på Sicilien. To måneder tidligere var den førende mafiabekæmper i Italien, dommer Giovanni Falcone, blevet myrdet ved et lignende attentat
- 20. juli -  Václav Havel trækker sig tilbage som præsident for Tjekkoslovakiet

### August
- 5. august - Kulturminister Grethe Rostbøll udskriver konkurrence om udbygning af Statens Museum for Kunst
- 12. august - USA, Mexico og Canada enes om en frihandelszone med North American Free Trade Agreement (NAFTA)
- 16. august - fem af i alt otte danskere om bord på et lille fly omkommer ved et flystyrt i den svenske sø Vänern. Blandt de overlevende er Danmarks mest vindende travkusk, Steen Juul
- 23. august - JuniBevægelsen stiftes som en tværpolitisk bevægelse med det formål at fastholde modstanden mod EU-unionen
- 24. august - Ukraine bliver et selvstændigt land.

### September
- 1. september - efter en kostbar og omfattende ombygning genåbner Idrætsparken i København under navnet Parken
- 9. september - den svenske Nationalbank hæver den korte rente fra 24% til 75% for at beskytte den svenske krone
- 11. september -  Hafnia opgiver at redde koncernen og beslutter i stedet at sælge ud af aktiverne
- 15. september - Ove Hansen, "Pedal-Ove", tilkendes en erstatning på 843.540 kroner for syv års uberettiget fængsling
- 16. september - retssagen mod den afsatte panamanske diktator Manuel Noriega afsluttes i USA med en dom på 40 års fængsel for narkosmugling og pengehvidvask.
- 17. september - fem svenske A-kraftværker lukkes på grund af fejl
- 18. september – bogmessen BogForum åbner dørene i Forum København for første gang under titlen Vild med bøger

### Oktober
- 1. oktober – Personbeskatningsudvalgets forslag til en skattereform får en kølig modtagelse – også af regeringen
- 2. oktober - under et fangeoprør i det brasilianske fængsel Carandiru, åbner politiet ild mod fangerne, og dræber over hundrede i en massakre. Politiet bliver aldrig anklaget for massakren. Ifølge politiet er der kun dræbt otte
- 2. oktober – Politiet tvinger Handels- og Håndværkerforeningen i Gram til at opgive et krav om, at asylansøgere skal stille deres tasker uden for butikkerne.
- 3. oktober – Martin Bangemann, en af næstformændene i EF-Kommissionen, truer indirekte Danmark med at blive smidt ud af EF, hvis danskerne stemmer nej til Maastricht-traktaten igen.
- 4. oktober – Dansk Tipstjensestes nye skrabespil, Quick, slår alle rekorder med en ugentlig omsætning på 45. mio. kr.
- 5. oktober – Studerende besætter universitetsinstitutter og -kontorer i protest mod den ny styrelseslov
- 6. oktober – Ved Folketingets åbning lægger statsminister Poul Schlüter (K) i sin åbningstale vægt på bekæmpelsen af arbejdsløsheden, og løsning af Danmarks forhold til EF
- 6. oktober - Det Kgl. Teater meddeler, at chefstillingen efter Boel Jørgensen bliver besat af departementschef i Forsvarsministeriet, Michael Christiansen.
- 7. oktober – Justitsminister Hans Engell (K) indfører visumpligt for flygtninge fra Serbien, Montenegro og Makedonien med virkning fra midnat
- 12. oktober - et jordskælv på 5,9 på Richterskalaen i Cairo-området i Egypten koster omkring 500 mennesker livet. Det var det kraftigste jordskælv i Egyptens historie. Egypten ligger ikke i en jordskælvszone
- 22. oktober - et flertal bestående af oppositionspartierne Socialdemokratiet, Radikale Venstre og Socialistisk Folkeparti enes om et kompromis om Danmarks forhold til EF i forbindelse med genforhandlingerne af Maastrichttraktaten. Det er senere blevet kendt som Det nationale kompromis eller de fire forbehold.
- 31. oktober – Pave Johannes Paul II udsender en undskyldning og fjerner inkvisitionsdommen mod Galileo Galilei.

### November
- 3. november - Bill Clinton vinder præsidentvalget med en jordskredssejr over George Bush. Clinton får 43%, Bush 38% og Ross Perot 19%
- 9. november - en dansk lejesoldat på kroatisk side bliver det første danske offer i den jugoslaviske borgerkrig. Først flere uger senere bliver den 21-årige soldats familie underrettet.
- 11. november - Janni Spies-Kjær overdrager en del af Spies-koncernen til sin mand Christian Kjær
- 15. november - 11 bliver dræbt da Innsbruck-København eksprestoget bliver ramt af et godstog ved Northeim i Tyskland. Det er den alvorligste togulykke i Tyskland i 10 år
- 20. november - dele af det britiske kongeslot Windsor Castle brænder og værdier for millioner af pund går tabt. Mange meget værdifulde malerier bliver dog reddet
- 23. november - tre indvandrere dræbes ved en mordbrand i Mölln, Tyskland
- 25. november - Tjekkoslovakiets parlament vedtager en opdeling af landet i Tjekkiet og Slovakiet med virkning fra 1. januar 1993

### December
- 6. december - Schweiz stemmer nej til deltagelse i EU's økonomiske samarbejde
- 9. december - FN rykker ind i Somalia. Efter pres fra USA godkender FN's sikkerhedsråd, at der skal sendes en "fredsbevarende" styrke på 28.000 mand til Somalia
- 9. december – Prins Charles og Prinsesse Diana offentliggør deres separation
- 17. december - Israel udviser 415 "palæstinensiske fundamentalister" til ingenmandsland mellem Israel og Libanon
- 20. december - de første amerikanske marinesoldater går i land i Somalia i forbindelse med operation "Genopret Håb"

## Født

### Januar
- 2. januar - Ali Fathy, egyptisk fodboldspiller.
- 5. januar - Suki Waterhouse, engelsk skuespillerinde og model.
- 7. januar - Mark Gundelach, dansk professionel fodboldspiller.
- 8. januar - Koke, spansk fodboldspiller.
- 8. januar - Patrik Carlgren, svensk fodboldspiller.
- 8. januar - Sara Langebæk Gaarman, dansk skuespillerinde.
- 10. januar - Anton Abele, svensk politiker.
- 10. januar - Emmanuel Frimpong, ghanesisk fodboldspiller.
- 13. januar - Santiago Arias, colombiansk fodboldspiller.
- 14. januar - Tobias Johannessen, dansk skuespiller.
- 15. januar - Rasmus Falk, dansk fodboldspiller.
- 17. januar - Nate Hartley, amerikansk skuespiller.
- 19. januar – Cecilie Greve, dansk håndboldspiller.
- 19. januar - Mac Miller, amerikansk skuespiller (død 2018).
- 19. januar - Logan Lerman, amerikansk skuespiller.
- 20. januar - Casper Harding, fynsk komiker.
- 21. januar - Sven Erik Bystrøm, norsk landevejscykelrytter.
- 22. januar - Gonzalo Barreto, uruguayansk fodboldspiller.
- 22. januar - Bror Blume, dansk fodboldspiller.
- 23. januar - Jack Reynor, amerikansk skuespiller.
- 25. januar - Mikkel Cramer, dansk tidligere fodboldspiller.
- 26. januar - Cassidy Lehrman, amerikansk skuespillerinde.
- 28. januar – Simone Egeriis, dansk sangerinde.
- 29. januar - Tara Toya, dansk skuespiller.
- 30. januar - Omar Gaber, egyptisk fodboldspiller.
- 31. januar – Christopher Lund Nissen, dansk sanger.

### Februar
- 1. februar - Kelli Goos, amerikansk skuespillerinde.
- 5. februar - Neymar, brasiliansk fodboldspiller.
- 6. februar - Dodô, brasiliansk fodboldspiller.
- 7. februar - Jose Baxter, britisk fodboldspiller.
- 9. februar - Avan Jogia, canadisk skuespiller.
- 9. februar - Charley Palmer Rothwell, engelsk skuespiller.
- 10. februar - Andreas S. Weidinger, dansk iværksætter og ungdomspolitiker.
- 10. februar - Sandjar Ahmadi, afghansk fodboldspiller.
- 11. februar – Taylor Lautner, amerikansk skuespiller.
- 11. februar - Lasse Norman Hansen, dansk cykelrytter.
- 11. februar - Nicolai Christensen, dansk professionel fodboldspiller.
- 14. februar – Christian Eriksen, dansk fodboldspiller.
- 14. februar - Freddie Highmore, engelsk skuespiller.
- 15. februar - Peter Kretschmer, tysk kanoroer.
- 15. februar - Greer Grammer, amerikansk skuespillerinde.
- 16. februar - Nicolai Boilesen, dansk fodboldspiller.
- 18. februar - Michael Jepsen Jensen, dansk speedwaykører.
- 18. februar - Jacqueline Toboni, amerikansk skuespillerinde.
- 18. februar - Melinda Shankar, canadisk skuespillerinde.
- 19. februar - Kaili Thorne, amerikansk skuespiller.
- 21. februar - Phil Jones, britisk fodboldspiller.
- 21. februar - Ilir Azemi, kosovoalbansk fodboldspiller.
- 21. februar - Sidsel Rostrup, dansk skuespillerinde.
- 22. februar - Lara González Ortega, spansk håndboldspiller.
- 23. februar - Casemiro, brasiliansk fodboldspiller.
- 23. februar - Samera Weaving, australsk skuespillerinde.
- 24. februar - Felice Jankell, svensk skuespillerinde.
- 25. februar - Nadjib Baouia, algerisk fodboldspiller.

### Marts
- 10. marts - Pablo Espinosa, spansk skuespiller.
- 10. marts - Emily Osment, amerikansk skuespillerinde og sangerinde.
- 17. marts - John Boyega, engelsk skuespiller.
- 24. marts - Ferdinand Glad Bach, dansk skuespiller.
- 26. marts - Nina Agdal, dansk fotomodel.
- 26. marts - Kathrine Heindahl, dansk håndboldspiller.

### April
- 7. april - Alexis Jordan, amerikansk skuespiller og sanger.
- 10. april - Daisy Ridley, engelsk skuespillerinde.
- 14. april - Seejou King, dansk fodboldspiller.
- 15. april – Amy Diamond, svensk sangerinde.
- 15. april - John Guidetti, svensk fodboldspiller.
- 16. april - Sébastien af Luxembourg, luxemburgsk prins.
- 18. april - Mai Grage, dansk tennisspiller.
- 21. april - Isco, spansk fodboldspiller.
- 24. april - Sofie Junge Pedersen, dansk fodboldspiller.
- 27. april - Stine Knudsen, dansk håndboldspiller.

### Maj
- 1. maj - Jakob Haugaard, dansk fodboldspiller.
- 18. maj - Fernando Pacheco, spansk fodboldspiller.
- 19. maj - Sam Smith, engelsk sanger.
- 20. maj - Jack Gleeson, engelsk skuespiller.

### Juni
- 14. juni - Daryl Sabara, amerikansk skuespiller.
- 26. juni - Jennette McCurdy, amerikansk skuespillerinde.
- 27. juni - Gilli, dansk rapper.

### Juli
- 3. juli – Molly Sandén, svensk sangerinde.
- 4. juli – Anis Basim Moujahid, dansk sanger og sangskriver.
- 22. juli – Selena Gomez, amerikansk skuespiller og sangerinde.
- 27. juli – Sarah Juel Werner, dansk skuespillerinde.
- 30. juli – Fabiano Caruana, italiensk-amerikansk skakstormester.

### August
- 4. august - Dylan Sprouse, amerikansk skuespiller.
- 4. august - Cole Sprouse, amerikansk skuespiller.
- 6. august - Mehdi Abeid, fransk fodboldspiller.
- 11. august - Frederik Christian Johansen, dansk skuespiller.
- 12. august - Cara Delevingne, engelsk skuespillerinde og sangerinde.
- 13. august - Lucas Moura, brasiliansk fodboldspiller.
- 16. august - Diego Schwartzman, argentinsk tennisspiller.
- 20. august – Demi Lovato, amerikansk skuespillerinde og sangerinde.
- 23. august - Lennard Sowah, tysk fodboldspiller.

### September
- 16. september - Nick Jonas, amerikansk sanger og skuespiller.
- 18. september - George Miller, japansk sanger og komiker.

### Oktober
- 9. oktober – Martin Hoberg Hedegaard, dansk sanger og vinder af X-Factor.
- 12. oktober – Josh Hutcherson, amerikansk skuespiller.
- 17. oktober – Louise Burgaard, dansk håndboldspiller.
- 18. oktober - Barry Keoghan, irsk skuespiller.
- 23. oktober – Álvaro Morata, spansk fodboldspiller.

### November
- 17. november – Katarzyna Kawa, polsk tennisspiller.
- 18. november – Nathan Kress, amerikansk skuespiller.
- 23. november – Miley Cyrus, amerikansk sanger og skuespiller.
- 24. november - Christina Krzyrosiak Hansen, dansk politiker.

### December
- 18. december – Ryan Crouser, amerikansk kuglestøder og diskoskaster.

## Bøger
- John Grey – Mænd er fra Mars, kvinder er fra Venus

## Sport
- 26. januar – Super Bowl XXVI Washington Redskins (37) besejrer Buffalo Bills (24).
- 11. februar – Michael Johnson slår indendørsrekorden på 400 meter
- 8. juni - Lyngby Boldklub vinder det danske fodboldmesterskab
- 26. juni – Det danske fodboldlandshold vinder EM-finalen i fodbold 2-0 over Tyskland i Göteborg.
- 1. juli – Fodboldklubben FC København bliver stiftet som en overbygning af Europas ældste ikke-engelske klub KB af 1876 og B 1903.
- 25. juli – 9. august Sommer OL afholdes i Barcelona i Catalonien i Spanien
- 4. august - Jesper Bank og hans besætning vinder guld i Solingen ved OL i Barcelona
- 6. august - amerikaneren Kevin Young sætter ved OL i Barcelona verdensrekord i 400 meter hækkeløb i tiden 46,78 sekunder
- 16. august - Ved VM i letvægtsroning i Montreal, Canada, vinder danske roere tre guldmedaljer på få timer
- 16. august - Kenyaneren Moses Kiptanui sætter ny verdensrekord i 3000 meter løb med tiden 7.28,96 minutter
- 4. september – Boksebrødrerne Jimmi og Johnny Bredahl bokser begge VM-kamp ved samme VM-stævne i Parken. Jimmi Bredahl vinder WBO-mesterskabet i junior-letvægt og lillebror Johnny Bredahl tager IBO-mesterskabet i bantamvægt
- 23. september - i en VM kvalifikationskamp i Vilnius spiller det danske fodboldlandshold skuffende kun 0-0 mod Litauen. Kim Christofte brændte et straffespark i kampen
- 24. oktober – Toronto Blue Jays bliver det første ikke amerikanske hold der vinder World Series.
- 27. november – Bokseren Gert Bo Jacobsens 3. forsøg på at vinde en VM-titel ender i tumult, da kampen mod WBO-mesteren Manning Galloway bliver stoppet allerede i kampen 1. omgang efter at bokserne knalder hovederne sammen og Jacobsen får en dyb flænge i panden. Kampen scores som en "no contest" og Galloway beholder titlen.

## Musik

### Januar
- 14. januar - R. Kelly & Public Announcement udgiver albummet Born into the 90's
- 14. januar - Lou Reed udgiver albummet Magic and Loss
- 27. januar - Wet Wet Wet udgiver albummet High on the Happy Side
- 28. januar - Wet Wet Wet udgiver albummet Cloak & Dagger

### Februar
- 4. februar - Sir Mix-a-Lot udgiver albummet Mack Daddy
- 24. februar - 2 Unlimited udgiver albummet Get Ready!
- 24. februar - Kurt Cobain gifter sig med Courtney Love

### Marts
- 5. marts - Thomas Helmig udgiver albummet Rhythm
- 16. marts - Right Said Fred udgiver albummet Up
- 24. marts - Snap! udgiver albummet The Madman's Return
- 31. marts - Kris Kross udgiver albummet Totally Krossed Out

### April
- 6. april - Annie Lennox udgiver albummet Diva
- 20. april - mindekoncert for afdøde Freddie Mercury (forsanger i Queen på Wembley Stadium. Koncerten var udsolgt i løbet af et par minutter. 72.000 var til koncerten mens en milliard så den live i fjernsynet. Navne som George Michael, David Bowie og Elton John var nogle af de mange navne der optrådte. Alt overskuddet gik til Freddie Mercury Phoenix Trust som hjælper Aids ramte.

### Maj
- 4. maj - Dr. Alban udgiver albummet One Love
- 9. maj – Irland vinder årets udgave af Eurovision Song Contest, som blev afholdt i Malmö, Sverige, med sangen "Why Me?" af Linda Martin. Vindersangen blev skrevet af Johnny Logan, som har vundet konkurrencen to gange tidligere.

### November
- Dr.Dre Udgiver The Chronic

## Film
- 10. juni - Verdens første MTV Movie Awards (MTV Movie Awards 1992) afholdes

## Nobelprisen
- Fysik – Georges Charpak
- Kemi – Rudolph A. Marcus
- Medicin – Edmond H. Fischer, Edwin G. Krebs
- Litteratur – Derek Walcott
- Fred – Rigoberta Menchú Tum
- Økonomi – Gary Becker